# Death By Sexy...
Death By Sexy... is het tweede studioalbum van de band Eagles of Death Metal.

## Tracklist
| Nr. | Titel                                 | Duur |
| --- | ------------------------------------- | ---- |
| 1   | I Want You So Hard (Boy's Bad News)   | 2:21 |
| 2   | I Gotta Feeling (Just Nineteen)       | 3:30 |
| 3   | Cherry Cola                           | 3:17 |
| 4   | I Like To Move In The Night           | 3:59 |
| 5   | Solid Gold                            | 4:20 |
| 6   | Don't Speak (I Came To Make A Bang!)  | 2:47 |
| 7   | Keep Your Head Up                     | 2:27 |
| 8   | The Ballad Of Queen Bee And Baby Duck | 1:59 |
| 9   | Poor Doggie                           | 3:16 |
| 10  | Chase The Devil                       | 3:02 |
| 11  | Eagles Goth                           | 1:59 |
| 12  | Shasta Beast                          | 2:26 |
| 13  | Bag O' Miracles                       | 2:19 |

## Personeel
- Achtergrondzang: "Queen B" Brody Dalle, Jack "B. Nimble" Black, Mark "Lanwaygone" Lanegan, Micah "Rosie" Roy Hughes, Wendy Rae Fowler
- Basgitaar, piano, achtergrondzang: Joshua "Baby Duck" Homme
- Drum: Joey "Sexy Mexy" Castillo
- Gitaar en zang: Jesse "Boots Electric" Hughes
- Mix: Alain Johannes, Joshua Homme
- Muzikanten: Alain "Big Al The Kids' Pal" Johannes*, "Darlin'" Dave Catching, "Honeypants" Liam Lynch, "Hot Damn Sweet" Samantha Maloney, Troy "Lefty Trizell" Van Leuwan
- Producer: Joshua Homme
- Opname: Pete Martinez
- Zang: Brian "Big Hands" O'Connor
- Muziek en tekst: Eagles of Death Metal